# Błonkowiec białoszarawy
Błonkowiec białoszarawy (Lobulicium occultum K.H. Larss. & Hjortstam) – gatunek grzybów z rodziny błonkowatych (Atheliaceae). Takson monotypowy, będący jedynym przedstawicielem rodzaju Lobulicium.

## Systematyka i nazewnictwo
Pozycja w klasyfikacji według Index Fungorum: Piloderma, Atheliaceae, Atheliales, Agaricomycetidae, Agaricomycetes, Agaricomycotina, Basidiomycota, Fungi.
Po raz pierwszy takson ten w 1982 roku opisali Karl-Henrik Larsson i Kurt Hjortstam na korzeniach świerka pospolitego (Picea abies) w Norwegii

## Charakterystyka
Owocniki białawe, cienkie, błonkowate o średnicy 1–3 mm, często zrastające się z sobą. Zarodniki przezroczyste, o średnicy 2-4 µm, w zarysie okrągłe, silnie klapowane.
Wytwarza małe, błonkowate owocniki o miękkiej i luźnej budowie hymenium, typowe dla większości członków rzędu błonkowców Atheliales. Wyróżnia się jednak swoją specyficzną budową bazydiospor. Sa one silnie klapowane, ale niesymetrycznie. Specyficzne jest również jego siedlisko, rozwija się bowiem w szczelinach pni świerków lub jodeł, które już wcześniej uległy spróchnieniu spowodowanemu przez pniarka obrzeżonego (Fomitopsis pinicola). Błonkowiec białoszarawy najprawdopodobniej nie powoduje brunatnej zgnilizny, ale raczej żywi się cząsteczkami organicznymi pozostawionymi przez inne organizmy. Gatunek ten może być interesującym kandydatem do genomu sekwencjonowania, w odniesieniu do trybu odżywiania.

## Występowanie i siedlisko
Znane jest występowanie błonkowca białoszarawego w Europie i Azji. W Polsce jego stanowisko w Górach Świętokrzyskich podał Stanisław Domański w 1991 r. W późniejszych latach podano nowe stanowiska.
Nadrzewny grzyb saprotroficzny rozwijający się na silnie spróchniałych pniach jodły (Abies) i świerka (Picea).